# Kamp (Reichshof)
Kamp ist eine Ortschaft der Gemeinde Reichshof im Oberbergischen Kreis im nordrhein-westfälischen Regierungsbezirk Köln in Deutschland.

## Lage und Beschreibung
Kamp liegt östlich der Wiehltalsperre, die nächstgelegenen Zentren sind Gummersbach (24 km nordwestlich), Köln (61 km westlich) und Siegen (45 km südöstlich).

## Geschichte

### Erstnennung
1575 wurde der Ort das erste Mal urkundlich erwähnt. „Ort in der Karte von Arnold Mercator.“ 
Die Schreibweise der Erstnennung war Uff dem Camp.
| Bevölkerungsentwicklung | Bevölkerungsentwicklung |
| Jahr                    | Einwohner               |
| ----------------------- | ----------------------- |
| 1991                    | 13                      |
| 2005                    | 11                      |
| 2006                    | 11                      |
| 2008                    | 10                      |
| 2017                    | 3                       |
| 2018                    | 9                       |
| 2019                    | 9                       |